# System Wiedzy i Innowacji Rolniczych
System Wiedzy i Innowacji Rolniczych (ang. Agricultural Knowledge and Innovation System, AKIS) – sieć jednostek organizacyjnych i ludzi uczestniczących w procesie tworzeniu wiedzy rolniczej, jej upowszechnianiu oraz wdrażaniu w rolnictwie i na obszarach wiejskich. Poprzez system następuje generowanie wiedzy, promowanie innowacji, wzajemne uczenie się, dzielenie się i wykorzystanie informacji rolniczych.

## Kształtowanie Systemu Wiedzy i Innowacji Rolniczych
W latach 70. organizacja OECD i FAO uznały za potrzebne wprowadzenie koncepcji systemu wiedzy i informacji rolniczej. Wskazano, że system powinien opierać się na trzech podstawowych filarach, w tym na: 
1. badaniach,
2. kształceniu
3. upowszechnianiu.

W ramach Unii Europejskiej koncepcja Systemu Wiedzy i Innowacji Rolniczych wypracowana została przez Strategiczną Grupę Roboczą Stałego Komitetu Badań Rolniczych (SWG SCAR). W koncepcji zaproponowano interaktywny model innowacji oparty na wielu podmiotach, który koncentruje się na tworzeniu partnerstwa, z wykorzystaniem podejścia oddolnego, łączącego rolników, doradców, badaczy, przedsiębiorstw i innych podmiotów funkcjonujących w grupach operacyjnych.  

## Cele Systemu Wiedzy i Innowacji Rolniczych
System Wiedzy i Innowacji Rolniczych stanowi wewnętrznie spójny układ powiązań między ogniwami odpowiedzialnymi za kreacje wiedzy i innowacji, poprzez ogniwa odpowiedzialne za procesy przystosowawcze (adaptacyjne) oraz ogniwa odpowiedzialne za wdrożenie i upowszechnianie innowacji w praktyce rolniczej. System obejmuje przedsiębiorców, wytwórców, usługodawców, administratorów, ubezpieczeniowców, bankowców i inne jednostki funkcjonujące w sferze agrobiznesu.
Wśród szczegółowych celów systemu można wymienić:
- wspieranie inteligentnego, odpornego i zróżnicowanego sektora rolnego zapewniającego bezpieczeństwo żywnościowe;
- rozwijanie świadomości społeczności wiejskiej związanej ze środowiskiem i klimatem;
- wspieranie i dzielenie się wiedzą, innowacjami i cyfryzacją w rolnictwie i na obszarach wiejskich;
- wspieranie rentownych i dochodowych gospodarstw rolnych, wykazujących odporność i bezpieczeństwo;
- wzmocnienie orientacji rynkowej, konkurencyjności, w powiązaniu z badaniami, technologią i cyfryzacją;
- przyczynianie się do ochrony różnorodności biologicznej, wzmacniające usługi ekosystemowe i chroniące siedlisko i krajobrazy.

## Regulacje w zakresie Systemu Wiedzy i Innowacji Rolniczych
W rozporządzeniu Parlamentu Europejskiego i Rady UE z 2018 r. stwierdzono, że państwa członkowskie zapewnią w planie strategicznym WPR na lata 2021–2027 działania systemu wiedzy i innowacji rolniczych. System powinien sprzyjać dzieleniu się wiedzą, zapewnić wzrost innowacji i cyfryzacji na obszarach wiejskich. Wspólnota ustanowi strukturę organizacyjną europejskiego i krajowego systemu wiedzy i innowacji w dziedzinie rolnictwa, która została pomyślana jako pomost wymiany praktyk organizacyjnych i wiedzy między osobami, organizacjami i instytucjami. System ma sprzyjać rozwijaniu i wykorzystaniu wiedzy na potrzeby rolnictwa oraz powiązanych dziedzin na obszarach wiejskich. System jest odpowiedzialny za usługi doradcze, sieci badawcze i sieci Europejskiego Partnerstwa Innowacyjnego (EIP-AGRI). W systemie ważne miejsce zajmuje strategia rozwoju technologii cyfrowych w rolnictwie oraz strategia stosowania tych technologii. Wskazano na potrzebę poprawy skuteczności i efektywności interwencji w ramach planu strategicznego WPR.
W perspektywie finansowej na lata 2021–2027 system wiedzy i innowacji rolniczych znalazł odzwierciedlenie w planie strategicznym WPR. Zakłada się, że rolnictwo stanie się bardziej zmodernizowane, uproszczone, inteligentne, nowoczesne i zrównoważone. Nacisk położono na ochronę środowiska i przeciwdziałanie zmianom klimatu, na integrację środowiska i współdziałanie producentów.
W rozporządzeniu PE i Rady UE z 2020 r. ustanowiono przepisy przejściowe, które przesuwają wejście w życie o dwa lata Europejskiego Funduszu Rolnego na rzecz Rozwoju Obszarów Wiejskich i Europejskiego Funduszu Gwarancji Rolnej.